# کاتسوهیرو اوتومو
کاتسوهیرو اوتومو (انگلیسی: Katsuhiro Otomo؛ زاده ۱۴ آوریل ۱۹۵۴) یک فیلم‌نامه‌نویس اهل ژاپن است.